# Trichocline catharinensis
O cravo-do-campo (nome científico: Trichocline catharinensis) é uma espécie de plantas com flores da região Sul do Brasil.

## Distribuição
Esta espécie é endêmica no Brasil. É encontrado nos estados de Santa Catarina e Rio Grande do Sul.